# 伊仙町立面縄中学校
伊仙町立面縄中学校（いせんちょうりつ おもなわちゅうがっこう）は、鹿児島県大島郡伊仙町大字面縄にある町立中学校。徳之島に所在する。

## 校区
伊仙町立面縄小学校、伊仙町立喜念小学校

## 卒業後の進路
- 卒業後は、島内の鹿児島県立徳之島高等学校、樟南第二高等学校などに進学する生徒が多い。